# Le nuove musiche
Le nuove musiche est un recueil de monodies et chants pour voix seule et basse continue du compositeur italien Giulio Caccini, publié à Florence en juillet 1602. Il représente le plus ancien et le plus important exemple de musique écrite dans le style du début du baroque dit de la seconda pratica. Il contient 12 madrigaux solistes et 10 arias.
Le volume est dédié à Lorenzo Salviati, et daté de février 1601 ; Il devait être publié au début de 1602, mais la mort de l'imprimeur Giulio Marescotti, juste avant que la publication ne fut complète retarda la parution jusqu'en juillet de la même année.
Dans l'introduction de ce volume se trouve la description, probablement la plus claire, des buts et de l'interprétation exacte de la monodie à l'époque. On y trouve des exemples d'ornements, montrant comment un passage spécifique peut être orné de plusieurs manières différentes, selon l'émotion précise que le chanteur souhaite exprimer. Caccini y confie sa déception quant à l'interprétation des chanteurs de son époque qui ornent la musique de manière inappropriée. La préface comprend également des louanges pour le style qu'il a lui-même inventé et un piquant dédain pour les œuvres des compositeurs les plus conservateurs de la période.
Une version abrégée et traduite en anglais est imprimée par John Playford de 1664 à 1694. Le succès du nuove musiche a inspiré nombre de recueils du même genre au XVIIe siècle, et figure régulièrement dans des anthologies modernes.

## Discographie
- Le Nuove Musiche - Montserrat Figueras : soprano - Jordi Savall : viole de gambe - Hopkinson Smith : luth et guitare baroque (1984, DHM 88697 97450 2-9)
- Amor que Fai ?, Le Nuove Musiche - Stephan van Dyck : ténor - Christina Pluhar : harpe et théorbe (14-16 septembre 2004, Pavane Records)

## Biographie
- Le nuove musiche éd. Jean-Philippe Navarre, Cerf, 1997  (ISBN 2-204-05503-4), (OCLC 936149584), rééd. Jean-Philippe Navarre, Les Presses du Collège Musical, 2016  (ISBN 978-2-9558076-1-3).
- (en) Tim Carter, The New Grove Dictionary of Music and Musicians (édité par Stanley Sadie) : Caccini, Giulio, Londres, Macmillan, seconde édition, 29 vols. 2001, 25000 p. (ISBN 9780195170672, lire en ligne)